# Караванный
Караванный — посёлок в Оренбургском районе Оренбургской области, центр Караванного сельсовета.

## История
Посёлок образован в 1929 году как центральная усадьба зерносовхоза «Караванный».
В 1966 г. Указом Президиума ВС РСФСР поселок центральной усадьбы совхоза «Караванный» переименован в Караванный.
Рядом с посёлком располагалась лётная площадка. В 1957 году там проходили практику курсанты Чкаловского Военного Авиационного училища, среди которых был и Юрий Гагарин. В связи с этим в 1968 году совхоз получил имя Ю. А. Гагарина.
Название посёлка связано с тем, что здесь в старину проходил караванный путь.

## Население
| 2002 | 2010  |
| ---- | ----- |
| 2447 | ↘2432 |